# Ostrów Lubelski
Ostrów Lubelski je město a sídlo stejnojmenné gminy ve východním Polsku v okrese Lubartów v Lublinském vojvodství. V roce 2021 zde žilo 2 067 obyvatel.

## Historie
První písemná zmínka o vsi Ostrów pochází z roku 1441. Podle zprávy biskupa Zbigniewa Oleśnickiho před rokem 1423, který tudy cestoval s Vladislavem Jagellou do Litvy, byla oblast bažinatá, zalesněná a neobydlená. V roce 1442 byla založena farnost. Dne 25. ledna 1548 polský král Zikmund I. Starý povýšil vesnici na královské město a udělil jí městská práva. Město se řídilo magdeburským právem. V roce 1657 Ostrów téměř kompletně vyhořel. Na konci 17. století měl Ostrów přes 2100 obyvatel. Rozvíjela se zde řemesla jako sladovnictví, kožešnictví, krejčovství, ševcovství a pekařství. Ostrów jako královské město existovalo do roku 1864, kdy se stalo opět vsí. Statut města byl obnoven 4. února 1919.
Během druhé světové války byl Ostrów jedním z center partyzánské aktivity.

## Samospráva
Vedle města Ostrów Lubelski existuje v rámci gminy rovněž starostenství v těchto vsích:
Bójki, Jamy, Kaznów, Kaznów-Kolonia, Kolechowice Drugie, Kolechowice Pierwsze, Kolechowice-Folwark, Kolechowice-Kolonia, Rozkopaczew I, Rozkopaczew II, Rudka Kijańska a Wólka Stara Kijańska.